# Hajiba Enhari
Hajiba Enhari, née le 4 août 1993, est une taekwondoïste marocaine.

## Carrière
Hajiba Enhari s'impose très tôt sur la scène nationale, remportant à l'âge de 13 ans son troisième titre national.
Hajiba Enhari est médaillée de bronze dans la catégorie des moins de 49 kg aux Championnats d'Afrique de taekwondo 2009 puis médaillée d'or dans la catégorie des moins de 57 kg aux Championnats d'Afrique de taekwondo 2010 et médaillée d'argent dans cette même catégorie aux Jeux panarabes de 2011.
Elle remporte le bronze des moins de 57 kg des Championnats d'Afrique de taekwondo 2014.